# جامعة بيرديانسك التربوية الحكومية
جامعة بيرديانسك التربوية الحكومية مؤسسة تعليم عالي أوكرانية، (بالأوكرانية: Бердянський державний педагогічний університет) هي جامعة تقع في زابوروجييه أوبلاست، أوكرانيا. تأسست هذه الجامعة في سنة 1932